# Anomis vulpina
Anomis vulpina là một loài bướm đêm trong họ Erebidae.